# Valvasone
Valvasone (friülà Voleson) és un antic municipi italià, dins de la província de Pordenone. L'any 2007 tenia 2.190 habitants. Limitava amb els municipis d'Arzene, Casarsa della Delizia, Codroipo (UD), San Martino al Tagliamento, San Vito al Tagliamento i Sedegliano (UD).
El 2015 es fa fusionar amb el municipi d'Arzene creant així el nou municipi de Valvasone Arzene.

## Administració
| Període | Identitat               | Partit         |
| ------- | ----------------------- | -------------- |
| 2004-?  | Maurizio Claudio Bellot | Centreesquerra |